# Sticherus furcatus
Sticherus furcatus là một loài dương xỉ trong họ Gleicheniaceae. Loài này được L. Ching mô tả khoa học đầu tiên năm 1940.